# Equipamento cultural
Um equipamento cultural é definido pelo IBGE como aqueles equipamentos que “constituem o estoque fixo ligado à cultura existente no momento [da pesquisa] no município aberto ao público, podendo ser mantido ou não pelo poder público de qualquer esfera (municipal, estadual ou federal)". Portanto, tais equipamentos são os museus, as bibliotecas públicas, etc.
Uma das características do equipamento cultural é ser aberto ao público. Nesse sentido, diferencia-se do patrimônio cultural, que pode ser um bem inacessível, como um prédio tombado ou um monumento. O conceito de patrimônio cultural é mais amplo,e envolve "tudo que se relaciona com a cultura, memória e identidade de um indivíduo, grupo ou comunidade". 